# Nisse Sandström
Nils „Nisse“ Sandström (* 13. März 1942; † 8. September 2021) war ein schwedischer Jazz-Saxophonist.

## Leben und Wirken
Nisse Sandström spielte nach einem Aufenthalt in den Vereinigten Staaten zunächst im Quartett von Eje Thelin einen gemäßigten Free Jazz. In den 1970er Jahren wandte er sich mehr dem Hardbop und Mainstream Jazz zu; im Jahr 1972 erschien sein Album The Painter, für das er den Jazzpreis Gyllene Skivan erhielt. Außerdem war er ein vielbeschäftigter Studiomusiker. Auf seinen eigenen Alben für das Phontastic-Label nahm er 1980 mit Gastmusikern wie Red Mitchell und Tommy Flanagan das Album Home Cooking, 1983 mit der Sängerin Monica Zetterlund sowie Horace Parlan und Mitchell das Album For Lester and Billie auf, mit dem Zetterlund nach jahrelanger TV-Arbeit zum Jazz zurückkehrte.
Unter dem Titel N. S. Kvartett spielte er auch mit dem Schlagzeuger Roger Johansen, beim Festival „Summit Meeting“ mit Bernt Rosengren und Krister Andersson. Im Jahr 2007 trat er auf dem Festival der Düsseldorfer Jazz-Schmiede mit dem Trio von Lennart Nevrin auf. Außerdem spielte er im Corner String Quartet mit Egil Kapstad und Jan Erik Vold. Im Bereich des Jazz war er laut Tom Lord zwischen 1965 und 2014 an 66 Aufnahmesessions beteiligt, zuletzt mit seinem Quintett (mit Jonas Kullhammar, Leo Lindberg, Kenji Rabson, Moussa Fadera; Live at Crescendo).

## Lexikalischer Eintrag
- Richard Cook, Brian Morton: The Penguin Guide of Jazz on CD. 6. Auflage. Penguin, London 2002, ISBN 0-14-051521-6.